# پف‌کردن چشم‌ها

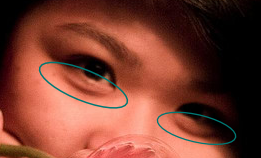
ورم پری‌اربیتال گاهی آنچنان خفیف است که به‌صورت یک برآمدگی جزئی زیر پلک‌ها مشاهده می‌شود.

ورم دور چشم.

پف‌کردن چشم‌ها، پف‌کردن دور چشم، ورم دور چشم یا ورم پری‌اربیتال (انگلیسی: Periorbital puffiness) که نباید با «ورم کرهٔ چشم» (ورم اُربیتال) اشتباه گرفته شود، به تورم و پف‌کردگی باف‍ت‌های اطراف چشم گفته می‌شود که تقریباً همیشه به‌دلیل تجمع مایع در اطراف چشم است. پف‌کردگی خفیف، اغلب محدود به زیر چشم‌هاست، اگرچه به ندرت ممکن است دورتادور آن باشد. این تورم موقتی و گذرای چشم را باید با تورم زیرچشمی ناشی از افزایش سن و تجمع تدریجی چربی در زیر پلک زیرین (SOOF) افتراق داد.
با آنکه درجاتی از تورم زیر چشم در افراد معمولی و در هر سنی می‌تواند طبیعی باشد؛ عواملی نظیر سن و خستگی بر روی پدید آمدن آن مؤثرند. پف‌کردن چشم‌ها به‌سبب توزیع و جابجایی مایع بر اثر جاذبه، عموماً پس از بیدار شدن از خواب دیده می‌شود.

## دلایل
برخی از دلایل ورم پری‌اربیتال عبارتند از:
- مونونوکلئوز عفونی: معمولاً تورم از بالای چشم‌ها پدیدار می‌شود.
- محرومیت از خواب
- تجمع مایع در بدن: در وقایعی نظیر بارداری و تغییرات هورمونی ناشی از قاعدگی، مایعات در بافت زیرپوستی و از جملهٔ اطراف چشم‌ها تجمع می‌یابد.
- برخی رژیم‌های غذایی
- مصرف الکل و تنباکو
- آلرژی
- اختلالات پوستی همچون درماتیت
- افزایش سن
- گریستن
- کم‌کاری تیروئید و پرکاری تیروئید
- سلولیت پری‌اربیتال
- بلفاروشالازیس
- بیماری شاگاس
- سندرم نفروتیک
- تریشینوز
- نشانگان بزرگ‌سیاهرگ بالایی

## درمان و پیشگیری
علاوه بر تلاش برای درمان عاملِ ایجادکنندهٔ زمینه‌ای، کمپرس سرد در نزدیکی چشم‌ها در رفع پف‌کردگی آن‌ها برای کوتاه‌مدت مؤثر است. بکارگیری نوعی مادهٔ مشتق از جلبک (LYCD) هم ممکن است اثرگذار باشد. مصرف ویتامین‌ها به‌ویژه ویتامین A , C و E ممکن است در پیشگیری از بروز این حالت و داشتن یک پوست مرطوب و سالم مؤثر باشد.